# Hyles obscurata
Hyles obscurata är en fjärilsart som beskrevs av Dhl. Hyles obscurata ingår i släktet Hyles och familjen svärmare. Inga underarter finns listade i Catalogue of Life.